# Tiff Needell
Timothy »Tiff« Needell,  britanski dirkač Formule 1, * 29. oktober 1951, Havant, Hampshire, Anglija, Združeno kraljestvo.
Tiff Needell je upokojeni britanski dirkač Formule 1. V svoji karieri je nastopil le na dveh dirkah v 
sezoni 1980 z dirkalnikom  Ensign N180 v moštvu Unipart Racing Team, Veliki nagradi Belgije, kjer je odstopil v dvanajstem krogu zaradi odpovedi motorja in Veliki nagradi Monaka, kjer se mu ni uspelo kvalificirati na dirko.

## Popolni rezultati Formule 1
(legenda) (odebeljene dirke pomenijo najboljši štartni položaj, poševne pa najhitrejši krog, †-uvrščen kljub odstopu)
| Leto | Moštvo              | Šasija      | Motor       | 1   | 2   | 3   | 4    | 5       | 6       | 7   | 8  | 9   | 10  | 11  | 12  | 13  | 14  | Prv | Toč |
| ---- | ------------------- | ----------- | ----------- | --- | --- | --- | ---- | ------- | ------- | --- | -- | --- | --- | --- | --- | --- | --- | --- | --- |
| 1980 | Unipart Racing Team | Ensign N180 | Cosworth V8 | ARG | BRA | JAR | ZZDA | BEL Ret | MON DNQ | FRA | VB | NEM | AVT | NIZ | ITA | KAN | ZDA | -   | 0   |